# Koorbisschop
Een koorbisschop of choorbisschop (Grieks: χωρεπίσκοπος, chorepiscopus; meervoud: chorepiscopi) is een rang binnen de geestelijkheid in het christendom, lager dan die van een bisschop.
De term betekent letterlijk plattelandsbisschop en verwijst oorspronkelijk naar bisschoppen die buiten de stad werkten, met name op het platteland en in kleinere nederzettingen. Zij stonden daar aan het hoofd van lokale kerken, vaak min of meer onafhankelijk van de stadsbisschop.
De functie ontstond in het Oosters christendom in de 2e eeuw en kende zijn grootste bloei in de eerste eeuwen van het christendom. De chorepiscopi speelden een belangrijke rol bij het organiseren van het kerkelijke leven buiten de steden, vooral in uitgestrekte gebieden waar een centrale kerkelijke structuur moeilijk te handhaven was.
Tegenwoordig bestaat deze functie nog in enkele oosterse kerken, zij het met een andere invulling. In sommige tradities is de rol vergelijkbaar met die van een deken in de Latijnse Kerk, bijvoorbeeld bij de Syriërs van het Grieks-orthodox patriarchaat van Antiochië. In andere gevallen, zoals binnen de Syrisch-orthodoxe Kerk en de Maronitische Kerk, heeft de koorbisschop bevoegdheden die overeenkomen met die van een vicaris-generaal of mag hij het vormsel en de lagere wijdingen toedienen.
Hoewel de functie in het Westen in onbruik is geraakt, vormt ze een belangrijk onderdeel van de historische ontwikkeling van de kerkelijke hiërarchie.